# Scipione Maffei
Francesco Scipione Maffei, född 1 juni 1675, död 11 februari 1755, var en italiensk humanist och dramatiker.
Maffeis litterära berömmelse härrör främst från den betydande tragedien La Merope (1713), efterbildad av Voltaire, komedin Le ceremonie (1728) och den repertoarsamling av italiensk dramatik, han sammanställde i Teatro italiano (1723-25). Sin hemstads historia och antikviteter ägnade han en grundlig forskning i sitt värdefulla arbete Verona illustrata (1731-32, ny upplaga 1825-27). Maffeis Opere i 21 band utgavs 1790.